# Liste der Monuments historiques in Benon
Die Liste der Monuments historiques in Benon führt die Monuments historiques in der französischen Gemeinde Benon auf.

## Liste der Bauwerke
| Bezeichnung             | Beschreibung | Standort | Kennzeichnung | Schutzstatus | Datum     | Bild           |
| ----------------------- | --- | -------- | ------------- | ------------ | --------- | -------------- |
| Kloster La Grâce-Dieu   | Hauptgebäude, 17. Jahrhundert, darin Reste des Kapitelsaals, 13. Jahrhundert; Taubenturm, um 1720; Abtshaus, 1663 | (Lage)   | PA00104615    | Inscrit      | 1965 1990 | weitere Bilder |
| Tumuli von Champ Châlon | Neolithikum | (Lage)   | PA00105322    | Classé       | 1992      | weitere Bilder |

## Liste der Objekte
| Bezeichnung                           | Beschreibung               | Standort                       | Kennzeichnung | Schutzstatus | Datum | Bild |
| ------------------------------------- | -------------------------- | ------------------------------ | ------------- | ------------ | ----- | ---- |
| Weihwasserbecken                      | Stein, 17./18. Jahrhundert | in der Kirche St-Pierre (Lage) | PM17001019    | Inscrit      | 1979  |      |
| Skulptur des Apostels Petrus          | Holz, 17. Jahrhundert      | in der Kirche St-Pierre (Lage) | PM17001107    | Inscrit      | 1980  |      |
| Skulptur Madonna und Kind             | Holz, 18. Jahrhundert      | in der Kirche St-Pierre (Lage) | PM17001018    | Inscrit      | 1979  |      |
| Hauptaltar mit Retabel und Tabernakel | Holz, 18./19. Jahrhundert  | in der Kirche St-Pierre (Lage) | PM17001017    | Inscrit      | 1979  |      |
| Zwei Kerzenständer auf dem Altar      | Bronze, 17. Jahrhundert    | in der Kirche St-Pierre (Lage) | PM17001518    | Inscrit      | 1988  |      |